# 劉寶拉
劉寶拉或譯柳保羅（韓語：유보라），韓國電視劇編劇。

## 作品

### 電視劇
- 2012年：KBS《Drama Special－你知道跆拳道嗎？》
- 2012年：KBS《Drama Special－飛走的琵鷺》
- 2012年：KBS《Drama Special－尚權兒》
- 2013年：KBS《Drama Special－延宇的夏日》
- 2013年：KBS《秘密》
- 2014年：KBS《Drama Special－18歲》
- 2015年：KBS《雪路》
- 2017年：JTBC《只是相愛的關係》
- 2021年：JTBC《像你的人》

## 外部連結
- NAVER搜索